# Cerhenice
Cerhenice è un comune mercato della Repubblica Ceca facente parte del distretto di Kolín, in Boemia Centrale.